# بوبي باتلر
بوبي باتلر (بالإنجليزية: Bobby Butler)‏ هو لاعب كرة قدم أمريكية أمريكي، ولد في 28 مايو 1959 في بوينتون في الولايات المتحدة.

## وصلات خارجية
- بوبي باتلر على موقع مرجع كرة القدم المحترفة.كوم (الإنجليزية)